# Futebol de 7 nos Jogos Parapan-Americanos de 2023
As competições de Futebol de 7 nos Jogos Parapan-Americanos de 2023 foram realizadas em La Florida, na Região Metropolitana de Santiago, entre os dias 18 e 25 de novembro. As provas acontecem no Estádio Municipal de La Florida. O evento conta com a participação de 84 atletas de 6 países participantes. O futebol de 7 é jogado por atletas com paralisia cerebral.

## Medalhistas
|  | BRA Brasil |  | ARG Argentina |  | USA Estados Unidos |
|  | Moacir Silva Angelo dos Santos Heitor Ramires João de Araújo Jefferson Luiz Leonardo Morais Ubajara da Silva Evandro de Oliveira Jefferson Miranda César Batista Matheus Cardoso Bruno da Silva Thomasson Pereira Lucas da Silva |  | Sergio Guterrez Hernando Romussi Mariano Morana Rodrigo Lugrin Carlos Carrizo Cristian Billordo Matias Fernandez Matias Bassi Fabrício Alvarez Duncan Coronel Matias Vera Matias Salvat Batista Suarez Federico Ocantos |  | Sean Boyle Francis Lowley Junior Jacob Crumbley Wesley Pricinse Jacob Kaplan John Sulivan Adam Ballou Andrew Bremer Cameron Delillo Benjamin Lindau Kevin Mccandlish III Marc Estrella Josh Brunais Shea Hammond |

## Formato
As seis equipes se enfrentaram na fase de grupo, totalizando 5 jogos para cada time. Formou-se a classificação de acordo com o desempenho de cada uma das equipes. As duas equipes com melhores colocações disputaram a medalha de ouro. As equipes classificadas em terceiro e quarto lugares disputaram a medalha de bronze.

## Primeira fase
|  | Equipes classificadas à final                        |
|  | Equipes classificadas à disputa da medalha de bronze |
|  | Equipes classificadas à disputa do quinto lugar      |

Todas as partidas seguem o fuso horário local (UTC-3)
| Pos | Time           | Pts | J | V | E | D | GP | GC | SG  |
| --- | -------------- | --- | - | - | - | - | -- | -- | --- |
| 1   | Brasil         | 15  | 5 | 5 | 0 | 0 | 24 | 2  | +22 |
| 2   | Argentina      | 12  | 5 | 4 | 0 | 1 | 22 | 3  | +19 |
| 3   | Estados Unidos | 9   | 5 | 3 | 0 | 2 | 12 | 6  | +6  |
| 4   | Venezuela      | 6   | 5 | 2 | 0 | 3 | 6  | 13 | –7  |
| 5   | Chile (H)      | 3   | 5 | 2 | 0 | 3 | 6  | 18 | –6  |
| 6   | Canadá         | 0   | 5 | 0 | 0 | 5 | 3  | 31 | –28 |

| 18 de Novembro de 2023 14:30 | Chile                    | 2 – 4     | Estados Unidos                              | Estádio Municipal de La Florida, La Florida Árbitro: Dario Rojas |
|                              | Saavedera 38' · Diaz 63' | Relatório | Delillo 16', 30' · Kaplan 22' · Hammond 44' |                                                                  |

| 18 de Novembro de 2023 17:00 | Brasil                     | 2 – 1     | Argentina    | Estádio Municipal de La Florida, La Florida Árbitro: Adrian Santa |
|                              | Cardoso 4' · Magalhães 18' | Relatório | Fernandez 9' |                                                                   |

| 18 de Novembro de 2023 19:30 | Venezuela    | 2 – 1     | Canadá      | Estádio Municipal de La Florida, La Florida Árbitro: Margaret Domka |
|                              | Rea 66', 68' | Relatório | Charron 36' |                                                                     |

| 19 de Novembro de 2023 14:30 | Argentina                    | 2 – 1     | Estados Unidos | Estádio Municipal de La Florida, La Florida Árbitro: Francisco Moyano |
|                              | Billordo 30+2' · Carrizo 40' | Relatório | Crumbley 60+1' |                                                                       |

| 19 de Novembro de 2023 17:00 | Venezuela                                | 4 – 2     | Chile                       | Estádio Municipal de La Florida, La Florida Árbitro: Margaret Domka |
|                              | Quintana 25', 60+1' · Yari 38' · Rea 51' | Relatório | Saavedera 2' · Velasquez 6' |                                                                     |

| 19 de Novembro de 2023 19:00 | Brasil | 11 – 1    | Canadá      | Estádio Municipal de La Florida, La Florida Árbitro: Dario Rojas |
|                              | de Oliveira 9', 24', 30+1' · Cardoso 10', 20', 39' · da Silva 25', 50', 57' · Magalhães 28' · Pereira 32' | Relatório | Charron 18' |                                                                  |

| 20 de Novembro de 2023 14:00 | Argentina                                              | 4 – 0     | Venezuela | Estádio Municipal de La Florida, La Florida Árbitro: Omar Oporto |
|                              | Homussi 8' · Carrizo 23' · Bassi 30+2' · Fernández 43' | Relatório |           |                                                                  |

| 20 de Novembro de 2023 17:00 | Canadá     | 1 – 2     | Chile                        | Estádio Municipal de La Florida, La Florida Árbitro: Adrián Santa |
|                              | Butnaru 4' | Relatório | Velasquez 39' · Del Pino 52' |                                                                   |

| 20 de Novembro de 2023 19:00 | Estados Unidos | 0 – 2     | Brasil                      | Estádio Municipal de La Florida, La Florida Árbitro: Dario Rojas |
|                              |                | Relatório | Batista 30+1' · Cardoso 33' |                                                                  |

| 22 de Novembro de 2023 14:30 | Estados Unidos | 1 – 0     | Venezuela | Estádio Municipal de La Florida, La Florida Árbitro: Adrian Santa |
|                              | Hammond 53'    | Relatório |           |                                                                   |

| 22 de Novembro de 2023 17:00 | Chile | 0 – 4     | Brasil                                         | Estádio Municipal de La Florida, La Florida Árbitro: Gerald Arthur-Banning |
|                              |       | Relatório | Batista 16' · Morais 29', 35' · da Silva 60+3' |                                                                            |

| 22 de Novembro de 2023 19:30 | Canadá | 0 – 10    | Argentina                                                                                                  | Estádio Municipal de La Florida, La Florida Árbitro: Saori Jaimes |
|                              |        | Relatório | Suarez 9' · Coronel 11' · Lugrin 27', 38' · Carrizo 29' · Billordo 48', 54' · Bassi 57', 59' · Ocantos 58' |                                                                   |

| 23 de Novembro de 2023 14:30 | Venezuela | 0 – 5     | Brasil                                                | Estádio Municipal de La Florida, La Florida Árbitro: Daniel Irarrázabal |
|                              |           | Relatório | Miranda 7', 49' · dos Santos 25' · Pereira 60', 60+4' |                                                                         |

| 23 de Novembro de 2023 17:00 | Estados Unidos                                                         | 6 – 0     | Canadá | Estádio Municipal de La Florida, La Florida Árbitro: Dario Rojas |
|                              | Brunais 1', 30+4' · Delillo 7', 15' · Lowery 40' · Mc'Candlish III 60' | Relatório |        |                                                                  |

| 23 de Novembro de 2023 19:00 | Chile | 0 – 5     | Argentina                                       | Estádio Municipal de La Florida, La Florida Árbitro: Adrian Santa |
|                              |       | Relatório | Morana 6', 13' · Fernandez 33' · Bassi 51', 54' |                                                                   |

## Disputa pelo quinto lugar
| 25 de Novembro de 2023 14:30 | Chile                       | 2 – 1     | Canadá      | Estádio Municipal de La Florida, La Florida Árbitro: Adrián Santa |
|                              | Velasquez 32' · Borquez 66' | Relatório | Charron 43' |                                                                   |

## Disputa pelo bronze
| 25 de Novembro de 2023 17:00 | Estados Unidos                    | 3 – 0     | Venezuela | Estádio Municipal de La Florida, La Florida Árbitro: Dario Rojas |
|                              | Hammond 35', 41' · Lowery Jr. 51' | Relatório |           |                                                                  |

## Final
| 25 de Novembro de 2023 19:30 | Brasil        | 1 – 0     | Argentina | Estádio Municipal de La Florida, La Florida Árbitro: Margaret Domka |
|                              | Batista 70+3' | Relatório |           |                                                                     |

## Classificação final
| Pos.              | Equipe         | Campanha | Campanha | Campanha |
| Pos.              | Equipe         | V        | E        | D        |
| ----------------- | -------------- | -------- | -------- | -------- |
| Medalha de ouro   | Brasil         | 6        | 0        | 0        |
| Medalha de prata  | Argentina      | 4        | 0        | 2        |
| Medalha de bronze | Estados Unidos | 4        | 0        | 2        |
| 4                 | Venezuela      | 2        | 0        | 4        |
| 5                 | Chile          | 3        | 0        | 3        |
| 6                 | Canadá         | 0        | 0        | 6        |